# Emanuele Tenderini
Emanuele Tenderini est un dessinateur de bande dessinée italien, né le 30 juin 1977 à Venise.

## Œuvres

### Dessinateur
- série Œil de Jade, scénario de Patrick Weber, dessins d'Emanuele Tenderini, Les Humanoïdes Associés coll. « Dédales »
  - t1 La Mort de l'intendant Lo, 2006
  - t2 L'Étreinte du Tigre, 2007
- série 1066, scénario de Patrick Weber, dessins d'Emanuele Tenderini, Le Lombard
  - t1 Guillaume le conquérant, 2011  (ISBN 978-2-8036-2793-6)
- série Dei, scénario d'Alex Crippa, dessins d'Emanuele Tenderini, Ankama Éditions
  - t1 In vino veritas, 2010  (ISBN 978-2-359-10111-9)

### Coloriste
- série 100 âmes, scénario d'Alex Crippa, dessins d'Alfio Buscaglia, Delcourt coll. « Insomnie » : 3 tomes (2004-2007)
- série Arcane Majeure tome 5 Lady Luck, scénario de Jean-Pierre Pécau, dessins de Damien, Delcourt coll. « Neopolis » : 3 tomes (2008)
- série Othon & Laiton tome 1 Les bandits de l'Antarctide, scénario de Guistina Porcelli, dessins d'Ettore Gula, Paquet, 2005
- série La porte d'Ishtar tome 2 Le masque de chair, scénario d'Alain Paris, dessins de Simon Dupuis, Les Humanoïdes Associés, 2008
- série Prédiction tome 1 Fatale mélodie et tome 2 Statue vivante, scénario de Makyo, dessins de Massimo Rotundo, Delcourt coll. « Machination » (2007-2008)
- série Wondercity, scénario de Giovanni Gualdoni,dessins de Stefano Turconi, Soleil Productions coll. « NG » : 4 tomes (2006-2007)

## Récompenses et distinctions
- 2009 : Prix Ayaaaak (Premio Ayaaaak) comme coloriste de l'année 2008, pour Dylan Dog Color Fest vol 2 et Dampyr (it) n°100[2].